# Brüder Kleinoscheg

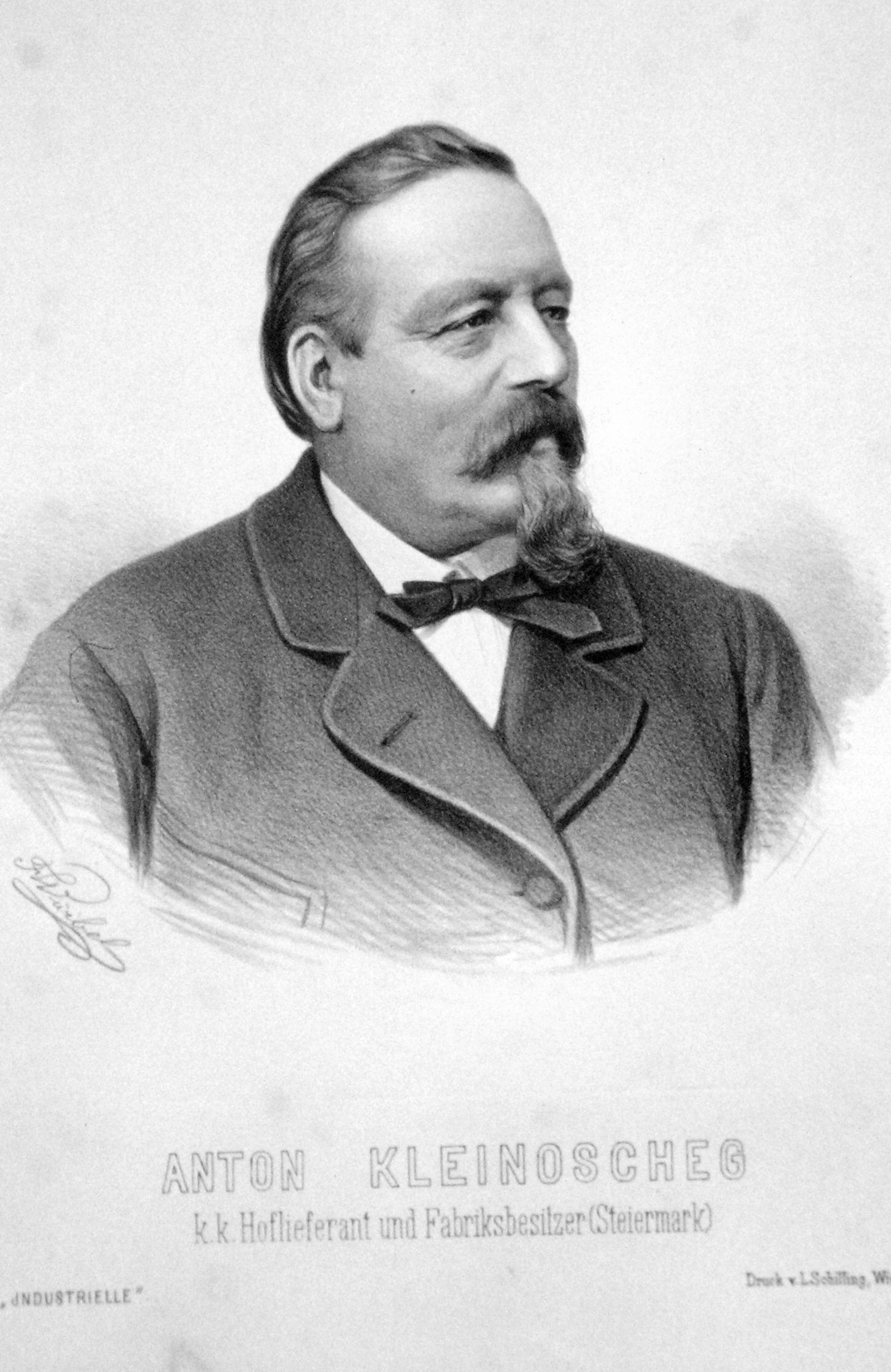
Anton Kleinoscheg (1821–1897)

Das Unternehmen Brüder Kleinoscheg ist die erste steirische Sektkellerei und Weingroßhandlung, ehemals mit Sitz in Gösting bei Graz (dem nunmehrigen XIII. Stadtbezirk von Graz) in der Steiermark, jetzt in Gleisdorf.

## Geschichte
Ende 1848 erwarben die Brüder Johann und Ludwig Kleinoscheg ein unterkellertes Häuschen in der Gemeinde Gösting in der Nähe von Graz. Schon im nächsten Frühjahr erschien das erste Produkt der Firma „Brüder Kleinoscheg“ auf dem Markt. Der Erfolg war am Anfang befriedigend, da das Erzeugnis als erster steierischer Sekt in seiner Heimat in kurzer Zeit eine Anzahl von Kunden fand. Doch bald trat ein Stillstand ein, da es nicht gelang, über die Grenzen des Landes zu dringen, der Heimatmarkt aber bereits gesättigt war. Es wurde versucht, das Absatzgebiet zu erweitern, jedoch ohne Erfolg. Enttäuscht in seinen Erwartungen wandte sich Johann Kleinoscheg 1851 von seinem Unternehmen ab.
An seine Stelle trat sein jüngerer Bruder Anton Kleinoscheg (1821–1897), der den Ausbau des Unternehmens energisch vorantrieb. Bald nach seinem Eintritt überzeugte er seinen Bruder Ludwig, der Sektherstellung einen Weinhandel anzugliedern. Das an die Rückseite des ursprünglichen Häuschens angrenzende Gebäude wurde dazu gekauft und ein Lagerkeller eingerichtet. Mit dieser Erweiterung und durch die günstige örtliche Lage des Unternehmens zwischen der produzierenden Untersteiermark und der konsumierenden Obersteiermark, konnte der Betrieb es zu einiger Bedeutung bringen.
Anton Kleinoscheg widmete sich nun dem Studium der Erzeugung des Sektes. Er entschied sich, die in Frankreich übliche Méthode champenoise einzuführen, da diese ein viel besseres Erzeugnis lieferte, aber viel kostspieliger und komplizierter war.
Im Jahre 1853 wurde mit der Erzeugung von Sekt nach französischer Methode begonnen. 1855 war das erste nach dieser Manier hergestellte Fabrikat verkaufsfrei. Die Erzeugung von Sekt nach der Schnellfabrikation wurde für immer eingestellt. Der Erfolg, mit welchem das Produkt noch im selben Jahr bei der Pariser Ausstellung konkurrierte, und der sich daraufhin einstellende wachsende Absatz bestätigte die Strategie von Kleinoscheg.
Als mit dem Verkauf der 1853er Füllung begonnen wurde, lagerten bereits zwei weitere Füllungsjahrgägne in den Kellern. Da in den vorhandenen Räumen nicht mehr untergebracht werden konnte, musste von einer dreijährigen Lagerung der Flaschen vorläufig abgesehen werden. Erst 1858 wurde durch Anbau eines zwei Stockwerke tiefen Kellers in der Verlängerung der Achse des alten Kellers Raum zur Aufnahme eines vierten Füllungsjahrganges geschaffen und damit die dreijährige Lagerung ermöglicht. Deren Einfluss auf die Qualität des Produktes und auf den Absatz desselben machte sich bald bemerkbar. Der Aufschwung, den die kommenden Jahre dem Unternehmen brachten, übertraf alle Erwartungen. Obwohl Füllungen von doppelter Größe gemacht wurden, obwohl das Lager an Gebindeweinen verringert wurden, gelang es nicht, das günstige Verhältnis zwischen Lager und Jahresabsatz (4:1) zu erhalten.
Im Jahre 1865 war eine Vergrößerung der Anlage notwendig geworden. Nach kurzem Zögern wurde das von Anton Kleinoscheg ausgearbeitete Projekt ausgeführt, wonach in der ganzen Länge der bestehenden Keller in unmittelbarem Anschluss an diese ein paralleler Keller gegraben wurde und senkrecht auf diesen, an dem der Straße zugekehrten Ende, vier weitere Keller derart in zwei Etagen angeordnet wurden. Das obere der beiden Kellerstockwerke befand sich mit den übrigen Kellereien auf demselben Niveau, während die Verbindung der beiden Stockwerke untereinander durch Treppen und Aufzüge hergestellt wurde. Im einstöckigen Oberbaugebäude war die Unterbringung von Arbeitsräumen und Magazinen gedacht, ein Teil wurde für Wohnräume bestimmt.
Ludwig Kleinoscheg hielt den Zeitpunkt zur Herstellung eines Neubaues, welcher so bedeutende Investitionen erforderte, noch nicht für gekommen und entschloss sich, aus der Firma zu gehen. Anton Kleinoscheg verblieb nunmehr alleiniger Chef der Firma.
Im Jahre 1867 konnte der Neubau bezogen werden. Die Sekt-Manipulation wurde vollständig dorthin verlegt, die alten Kellereien, sowie der mit diesen parallel laufende neue Keller, dem Weinhandel überlassen. Dadurch war beiden Teilen des Unternehmens der ihnen notwendige Raum zugewiesen. 1871 wurde zur neuerlichen Vergrößerung der Lagerräume der in der Nähe befindliche Marchelhof angekauft und dessen Keller als Lagerkeller mit großen Fässern eingerichtet. Damit hatte das Unternehmen für die folgenden Jahre räumlich seine größte Ausdehnung erreicht. 1871 wurde der k.u.k. Hoflieferantentitel verliehen. Der Gründerkrach im Jahre 1873 bedeutete jedoch einen Rückschlag für das Unternehmen.
1876 hatte der Umsatz seinen niedrigsten Stand erreicht. In den folgenden Jahren war bereits wieder ein Fortschritt zu verzeichnen, doch dauerte es fast zehn Jahre, bis er die 1872 erreichte Größe erlangte. Im Jahre 1886 wurde wieder gebaut, denn die Keller waren zu klein geworden. Die 1866 erbauten Parallelkeller wurden auf das Doppelte verlängert, die oberirdischen Arbeitsräume in gleichem Maße vergrößert. Späteren Veränderungen waren die Errichtung von Zementfässern mit mehreren tausend Hektoliter Fassungsraum, Einführung der elektrischen Beleuchtung usw.
Als Füllraum diente die 1886 erbaute Halle. Degorgier- und Packraum waren in den Parterrelokalitäten des älteren Traktes untergebracht, ebenso der Lagerraum für vollkommen fertigen, versandtreifen Sekt. In dem befand sich eine Gedenktafel an den Besuch von Kaiser Franz Joseph I. am 4. Juli 1883.
Degorgier- und Füllraum waren mit den neusten Apparaten ausgestattet. Es wurden ausschließlich steirische Weine verwendet, die aus der Nähe von Radkersburg und Luttenberg kamen. Zahlreiche Zuerkennungen von Prämien von verschiedenen Weinbau-Kongressen, Weltausstellungen, territorialen und Fachausstellungen zeichneten den Sekt von Kleinoscheg aus.
Nach dem Tod von Anton Kleinoscheg wurde Ludwig (Louis) Kleinoscheg, ein Sohn des verstorbenen Begründers, Geschäftsleiter. Sein Bruder Fritz arbeitete ebenfalls im Unternehmen.

Werbung für Kleinoscheg Derby sec (1905)

Werbung für Brüder Kleinoscheg (1903)

Um 1900 beschäftigte Kleinoscheg sich auch mit der Herstellung von Champagner aus französischen Weinen. Registrierte Marken waren damals „Kleinoscheg Goldmarke“ und „Derby sec“.
Louis Kleinoscheg war mit Anna Maria Sorger-Domenigg verheiratet, gemeinsam hatten sie zwei Kinder, Peter und Herta. Nach dem Tod von Louis Kleinoscheg leitete sie die Geschäfte. Danach übernahm Peter die Leitung. Er war mit Valerie Schürg verheiratet, die nach seinem Tod Seniorchefin wurde. Ihr Sohn Gerd-Peter wurde danach Geschäftsleiter.
Der Zweite Weltkrieg traf das Unternehmen schwer. Die Kellerei wurde schwer beschädigt und litt unter Plünderungen von den Sowjets. Kleinoscheg konnte dennoch sich wieder aufbauen.
Im September 1977 wurde dem Unternehmen die Staatliche Auszeichnung erteilt.
Das Unternehmen wurde später von Gerd-Peter Kleinoscheg an den Möbelhändler Werner Gröbl verkauft. Dieser errichtete gemeinsam mit seiner Frau Karin Gutschi-Gröbl auf den historischen Weinkellern den Wohnpark Graz-Gösting. Ein modernes Dorf, fast im Zentrum von Graz, mit rund 700 Bewohnern. Teile der historischen Weinkeller sind der Öffentlichkeit zugänglich gemacht und können für diverse Veranstaltungen gemietet werden. Das Unternehmen „Brüder Kleinoscheg“ hat mittlerweile seinen Sitz in Gleisdorf, östlich von Graz.

## Produkte
Kleinoscheg produziert mehrere Weine wie den Welschriesling „Derby Brut“, den Chardonnay „Mozart-Sekt“, „Derby Chardonnay Brut“, den „Morillon Cuvée 1883 Kaiser Franz Josef“, den steirischen Schilcher aus dem Gebiet Stainz „Steirischer Schilchersekt“, den Grünen Veltliner „Herzogmantel“, den Welschriesling „Steiermark Brut“ und den Welschriesling „Cuvée Bleue“ beziehungsweise den Grünen Veltliner „Cuvée Noire“.